# 田山卓爾
田山 卓爾（たやま たくじ、1879年（明治12年）3月 - 没年不詳）は日本の裁判官。元・大審院判事。

## 略歴
1879年（明治12年）3月、埼玉県北埼玉郡東村に生まれる。1900年（明治33年）に和仏法律学校（現・法政大学）法律科を卒業し、1902年（明治35年）に判事検事登用試験に合格する。東京地方裁判所判事をへて、大審院判事に就任する。退官後、1923年（大正12年）から弁護士を開業する。正五位勲五等。

## 著書
- 『刑法施行法要論』（巌松堂、1908）
- 『人事法詳解』（明治大学出版部、1910）
- 『実例刑事訴訟法要義』（警眼社、1913）
- 『実例民事訴訟手続総攬』（有斐閣、1919）

## 参考
- 『埼玉県人名選』（埼玉県人会、1938）

| スタブアイコン | サブスタブ | この項目は、まだ閲覧者の調べものの参照としては役立たない、人物に関連した書きかけの項目です。この項目を加筆・訂正などしてくださる協力者を求めています（P:人物伝/PJ:人物伝）。 |